# Angerona smartaria
Angerona smartaria là một loài bướm đêm trong họ Geometridae.